# Łódź z Oseberg

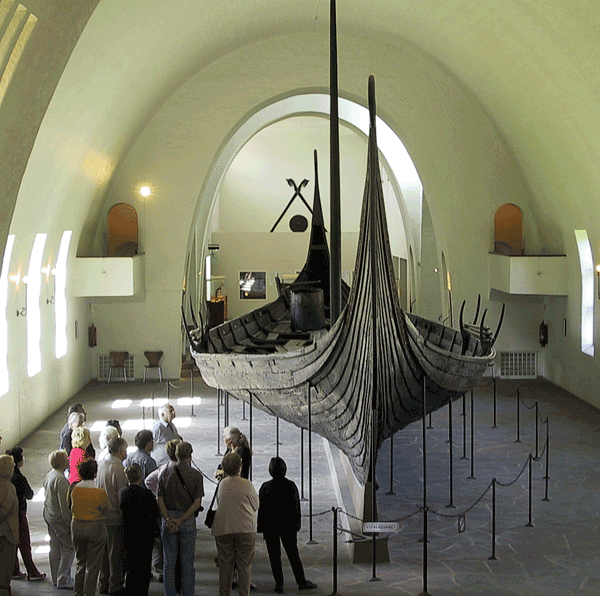
Łódź na ekspozycji w Muzeum Łodzi Wikingów w Oslo

Łódź z Oseberg – pochodząca z IX wieku łódź wikińska, odkryta przypadkowo w sierpniu 1903 roku przez rolnika Knuta Roma pod nasypem grobowym na farmie Oseberg w Slagen w okręgu Vestfold w Norwegii. Eksponowana jest w Muzeum Łodzi Wikingów w Oslo.
Zabytek został wydobyty z ziemi i przebadany przez profesora Gabriela Gustafsona z Uniwersyteckiego Muzeum Starożytności w Oslo. Wewnątrz łodzi znajdował się podwójny pochówek kobiecy. Jedna z kobiet miała około 80, druga około 50 lat. Przez dłuższy czas podejrzewano, iż młodsza z nich padła ofiarą mordu rytualnego, najnowsze badania wykluczyły jednak taką ewentualność. Przypuszcza się, że pochowane kobiety to królowa Åsa, babka Haralda Pięknowłosego, oraz jej służka.
Łódź wykonana została z drewna dębowego. Ma 21,5 m długości i 5,1 m szerokości. Jej napęd stanowiło 30 wioseł oraz maszt. Posiadała płytkie zanurzenie, przeznaczona była więc raczej do żeglugi rzecznej i przybrzeżnej, niż dalekomorskiej. Okręt zwieńczony jest ozdobnym galionem w kształcie smoczej głowy. Z częściowo rozszabrowanego przez rabusiów wyposażenia komory grobowej odkryto resztki drewnianych noszy, dwóch łoży, warsztatu tkackiego, skrzyń, kadzi, wiaderka i drobnych przedmiotów codziennego użytku. W tylnej części łodzi złożono przedmioty kuchenne: żelazny kocioł zawieszony na trójnogu, kociołki, haki, kamienie żarnowe oraz szczątki wołu. W przedniej części łodzi znaleziono natomiast wóz, cztery sanie, dwa łoża, krzesło, namiot z drobnym inwentarzem oraz szczątki 4 psów i kilkunastu koni. Znaleziono także liczne fragmenty tekstyliów, w tym zdobionej postaciami ludzkimi i końskimi tapiserii z Oseberg, będącej cennym źródłem informacji o ubiorach norweskich Wikingów I poł. IX w. oraz dwie pary dobrze zachowanych butów kobiecych. 
Datowanie dendrochronologiczne wykazało, iż pochówek miał miejsce w 834 roku. Na podstawie badań palinologicznych ustalono czas pogrzebu na późne lato (sierpień/wrzesień).